# Generalkommission (Preußen)

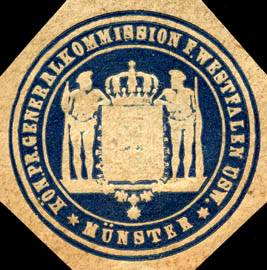
Siegelmarke Königlich Preussische Generalkommission für Westfalen usw. – Münster

Generalkommissionen waren im Königreich Preußen Behörden zur Regulierung von Fragen bäuerlicher Verhältnisse, Reallasten, Flurbereinigungen und Meliorationen. Sie waren gleichzeitig Gerichte bei Konflikten zu diesen Fragen. 1919 wurden die Generalkommissionen aufgelöst und durch die Landeskulturämter ersetzt.
Am 17. Oktober 1811 wurde die Instruction für die General-Commissarien zur Regulirung der gutsherrlichen und bäuerlichen Verhältnisse und für die Landes-Oekonomie-Collegien erlassen.
Im Jahre 1817 regelte die Verordnung wegen Organisation der Generalkommissionen und der Revisions-Kollegien zur Regulirung der gutsherrlichen Verhältnisse, imgleichen wegen des Geschäftsbetriebes bei diesen Behörden vom 20. Juni 1817. Die Generalkommissionen bestanden zunächst aus einem Generalkommissar als Direktor und zwei weiteren Mitgliedern. Mindestens eines der Mitglieder musste die Befähigung zum Richteramt haben. Gegen die Entscheidungen der Generalkommissionen war Revision bei den Revisionskollegien möglich.
In der Folge wurden Generalkommissionen in allen preußischen Provinzen eingerichtet. So wurden 1820 die Generalkommissionen in Magdeburg und Münster errichtet.
In den 1880er Jahren wurden die Generalkommissionen zusammengefasst. So hob das Gesetz über die allgemeine Landesverwaltung vom 30. Juli 1883 die Generalkommissionen für die Provinzen Pommern und Posen auf und teilte deren Aufgaben derjenigen für die Provinz Brandenburg zu. Im selben Gesetz wurde eine gemeinsame Generalkommission für die Provinzen Ost- und Westpreußen und Posen gebildet und festgelegt, dass die Generalkommission für die Provinz Hannover zugleich für die Provinz Schleswig-Holstein zuständig war. Aufgabe war nun die Regulierung der gutsherrlichen, bäuerlichen Verhältnisse, die Ablösung von Reallasten, Gemeinheitsteilungen (Servitutsbefreiungen, Teilung gemeinschaftlich benutzter Grundstücke), wirtschaftliche Zusammenlegungen (Verkoppelungen), Auseinandersetzungen, Teilungen, Landeskultursachen und die im Zusammenhang mit Gemeinheitsteilungen notwendigen Meliorationen sowie die Ausführung der Gesetze über das Anerbenrecht. Unterhalb der Generalkommissionen wurden Spezialkommissionen eingerichtet, die jeweils für mehrere Kreise zuständig waren. Die Zahl der Spezialkommissionen stieg im Laufe der Zeit. Waren es 1885 bei der Bildung der Generalkommission Düsseldorf für die Rheinprovinz in der Rheinprovinz sieben, so waren es 1918 bereits 24 Spezialkommissionen.
Das Gesetz über Landeskulturbehörden vom 3. Juni 1919 benannte die Generalkommissionen in Landeskulturämter und die Spezialkommissionen in Kulturämter (auf Kreisebene) um. Das Landeskulturamt wurde 1932 als eigenständige Behörde aufgehoben und dem Oberpräsidenten übertragen, wo es eine neue Abteilung III (Landeskulturabteilung) bildete, welche bis zur Neuorganisation des Oberpräsidiums 1946 bestehen blieb.